# Stroudia armata
Stroudia armata är en stekelart som beskrevs av Giovanni Gribodo 1891.
Stroudia armata ingår i släktet Stroudia och familjen Eumenidae. Inga underarter finns listade i Catalogue of Life.